# Владимир Милошевић
Владимир Милошевић (Лесковац, 5. новембар 1980) је српски концертни пијаниста и професор клавира на Универзитету уметности у Београду.

## Биографија
Клавир је почео да свира са осам година код проф. Миле Вељковић. Уписао је Универзитет уметности у Београду са 15 година где је завршио основне и магистарске студије клавирског извођења код Невене Поповић. Постдипломску специјализацију је наставио у Италији на Међународној клавирској академији "Incontri col Maestro" у Имоли, студирајући код Лазара Бермана, Мишела Далберта, Наума Штаркмана, Франсоа-Ренеа Душабла и Золтана Коксиса. Докторирао је музичке уметности на Факултету музичке уметности Универзитета уметности у Београду концертом у сали Коларчеве задужбине.
Освојио је бројне награде међу којима су "Презентација концерта извођача у успону 2013" у Њујорку, "Концерти у вили", "Николај Рубинштајн", "Међународни клавирски састанак" и "Међународни музички турнир" у Француској. Наступао је, између осталих наступа, као солиста са Београдском филхармонијом, Симфонијским оркестром Радио-телевизије Србије, Оркестром Прашке државне опере, Orquestra sinfonica de Porto Alegre, Orquestra Sinfonica do Porto Casa da Musica, New York Concert Artists & Associates Symphony, Orchestra del Teatro Olimpico и Црногорским симфонијским оркестром. Одржао је и солистичке концерте у неким од најпрестижнијих дворана, укључујући Carnegie Hall у Њујорку, Sale Cortot у Паризу, Steinway Hall у Лондону, Konzerhaus у Берлину, театро Тivoli у Порту, Кonzerhaus у Бечу, Charles Bronfman Auditorium у Тел Авиву, задужбине у Београду. Као активан камерни музичар, такође је наступао у Маријинском театру у Санкт Петербургу, Le Nouveau Siecle у Лилу и Џон Ф. Кенеди Performing Arts Centre у Вашингтону.
Он је и прослављени клавирски педагог, који је држао мајсторске курсеве у Европи, Америци и Аустралији. Године 2019. био је на факултету Шесте сезоне Глобалног летњег института за музику на Универзитету Вирџинија Комонвелт (Ричмонд), након чега је уследила серија мајсторских курсева на Универзитету Емори (Атланта).
Често је судија на међународним пијанистичким такмичењима, укључујући Међународно пијанистичко такмичење Пјетер Гаци (Скадар), Међународно пијанистичко такмичење Торнео Интерназионале ди Музика (Париз), Међународно пијанистичко такмичење Даворин Јенко (Србија), Пијанистички млади уметник Универзитета Емори (Атланта), и бројна национална и међународна такмичења у Србији.